# Soledad Fariña
Soledad Fariña Vicuña (Antofagasta, 20 de diciembre de 1943) es una poeta, escritora y profesora chilena.

## Biografía
Nació en Antofagasta el 20 de diciembre de 1943. Su infancia, sin embargo, transcurrió en Santiago, donde estudió en el Internado de las Monjas Carmelitas del Barrio Brasil. Al finalizar la secundaria, entre 1962 y 1973  trabajó en la Empresa Nacional de Electricidad (Endesa) y, paralelamente, estudió Ciencias Políticas y Administrativas en la Universidad de Chile. 
En 1973, luego del golpe militar, se exilió en Suecia con su marido e hijos. Allí estudió Filosofía y Humanidades en la Universidad de Estocolmo. Retornó a Chile en 1978 y, junto con trabajar, realizó los diplomados de Ciencias de la Religión y Cultura Árabe en la Universidad de Chile. Precisamente, fue en el Departamento de Estudios Humanísticos donde comenzó a vincularse con la escena literaria, contáctandose con escritores de su generación como Juan Luis Martínez, Gonzalo Muñoz, Raúl Zurita y Diamela Eltit. Obtuvo un Magíster en Literatura en su alma mater. 
Fariña publicó su primer poemario a los 42 años. En una entrevista, comentó al respecto: "Me demoré en publicar y lo hice después de los cuarenta años, porque no quería hacer lo mismo que otros. De a poco comienzas a fijarte en escrituras que admiras, pero son imperfectas y sirven como punto de partida. Personalmente, partí desde Rubén, Vallejo y de José María Argüedas. Las dudas de estos autores son mis puntos de partida, eludiendo otras escrituras que yo admiraba".
En 1987, participó del Primer Congreso Internacional de Literatura Femenina Latinoamericana, impulsado en Santiago por escritoras y críticas como Carmen Berenguer, Raquel Olea, Soledad Bianchi, entre otras. 
Con su segundo libro, Albricia (1988), "Soledad Fariña inscribió su nombre en un indómito y selecto grupo de mujeres. Aquel que en plena década de los 80 se atrevió a reivindicar, a través de una escritura de corte experimental, la sexualidad femenina y todas las libertades que de ahí se desprenden", señalaría Elizabeth Neira una docena de años después.
A propósito de la antología que Fariña publicó en 1999 y que reunió sus tres primeros libros, Javier Bello escribió que "su intento de apropiación del sistema significante, se inscribe sin agotarse en un periodo de crisis general del lenguaje: es en este sentido que La vocal de la tierra, creo yo, marca el momento más extremo de la discordia y la distancia que se produjo en Chile durante la Dictadura militar entre los discursos sociales y la escritura poética, de una manera extrema si se revisa esta polaridad en los momentos más intensos de un tenso proceso dialógico que recorre gran parte del siglo XX".
Ha publicado una profusa obra poética, reconocida con la Beca Guggenheim (2006) y el Premio Plagio a la Creatividad Artística (2023).  Asimismo, ha participado en congresos, recitales y lecturas poéticas tanto en su país como en Columbia University; The City University of New York; New York University; The Catholic University; Georgetown University; Mount Hollyoke College, Smith College en Masachussetts; Universidad Río Piedras de Puerto Rico; Universidad de Salamanca; Casa del Poeta, Ciudad de México; Casa de América de Barcelona; Centro Cultural de España, Buenos Aires; Feria del Libro de Guadalajara, Feria del Libro de Soria, Feria del Libro de Guayaquil, entre otros.
Ha sido parcialmente traducida al inglés, francés, italiano y catalán. Paralelamente, ha dirigido talleres de literatura en The Grange School y en las universidades Diego Portales, Mayor y Finis Terrae. Asimismo, fue profesora de Literatura en la Escuela de Educación Parvularia y Básica Inicial en la Universidad de Chile.

## Obra

### Poesía
- El primer libro (Santiago: Ediciones Amaranto, 1985; Buenos Aires: Libros de Tierra Firme, 1991)[10]
- Albricia (Santiago: Ediciones Archivo, 1988; Santiago: Editorial Cuneta, 2010), traducido al catalán por Lola Martínez como Albíxera (Valencia: Derzet I Dagó, 1992)
- En amarillo oscuro (Santiago: Editorial Surada, 1994)
- La vocal de la tierra, antología que reúne sus tres primeros libros de poesía (Santiago: Cuarto Propio, 1999; Madrid: Amargord, 2013; Guadalajara: Anónima Editores, 2019)
- Otro cuento de pájaros, relatos (Santiago: Las Dos Fridas, 1999; Santiago: Pez Espiral, 2021)
- Narciso y los árboles (Santiago: Cuarto Propio, 2001)
- Donde comienza el aire (Santiago: Cuarto Propio, 2006)
- Se dicen palabras al oído (Madrid: Torremozas, 2007)
- Todo está vivo y es inmundo, plaquette (Santiago: Cuadro de Tiza, 2010; Santiago: Jámpster, 2020)
- Ábreme, plaquette (Santiago: Corriente Alterna, 2012)
- Pac Pac Pec Pec (México DF: Proyecto Literal, 2012; Santiago: Provincianos, 2023)
- Yllu (Santiago: Lom Ediciones, 2015)
- 1985 (Santiago: Das Kapital Ediciones, 2015; Santiago: Los Perros Románticos, 2021)
- El primer libro y otros poemas, antología, selección de Roberto Merino (Santiago: Ediciones UDP, 2016)
- Pide la lengua, antología, selección de Nicolás Labarca y Julieta Marchant (Santiago: Alquimia Ediciones, 2017)
- Siempre volvemos a Comala (Santiago, Ediciones USACH, 2024)
- Volcar este paisaje, antología personal (Antofagasta, Pampa Negra Ediciones, 2024)

### Ensayo
- Una palabra cómplice: encuentro con Gabriela Mistral, coeditora junto con Raquel Olea (Santiago: La Morada, Cuarto Propio e Isis Internacional, 1992)
- Una reflexión mestiza desde la escritura de cuatro mujeres chilenas, ensayo (Antofagasta: Universidad Católica del Norte, 1994)
- Merodeos en torno a la obra poética de Juan Luis Martínez, coeditora junto con Elvira Hernández (Santiago: Intemperie, 2000)
- El deseo hecho palabra, artículos y ensayos (Santiago: Ediciones UDP, 2021)

### Traducción
- Ahora mientras danzamos, versiones de poemas de Safo (Santiago: Pequeño Dios, 2012)
- Poemas místicos, versiones de poemas de Al Hallaj (Santiago: Lecturas Ediciones, 2021)

## Premios y distinciones
- Beca del Fondo Nacional para la Difusión del Libro y la Lectura para realizar talleres de creación literaria, 1994.
- Beca del Fondo de Desarrollo de las Artes y la Cultura para escribir un libro de poesía, 1995.
- Beca del Fondo de Desarrollo del Libro y la Lectura para escribir un libro de poesía, 2002.
- Beca Guggenheim, 2006.
- Beca del Fondo de Desarrollo del Libro y la Lectura para escribir un libro de poesía, 2006.
- Finalista del Premio Altazor de Poesía con Donde comienza el aire, 2007.
- Premio a la trayectoria en el Festival de Poesía La Chascona, 2018.
- Premio Municipal de Literatura de Santiago, categoría ensayo, 2022.
- Premio Fundación Plagio a la creatividad artística, 2023.[11]
- Premio Mejores Obras Literarias 2024 del Ministerio de las Culturas de Chile en categoría Publicadas, género Poesía, por Siempre volvemos a Comala.